# Pribraca
Pribraca är ett samhälle i Bosnien och Hercegovina.   Det ligger i entiteten Federationen Bosnien och Hercegovina, i den centrala delen av landet, 80 km väster om huvudstaden Sarajevo. Pribraca ligger 592 meter över havet och antalet invånare är 433.
Terrängen runt Pribraca är huvudsakligen kuperad, men åt sydost är den platt. Pribraca ligger nere i en dal. Närmaste större samhälle är Bugojno, 9,2 km sydost om Pribraca. 
Omgivningarna runt Pribraca är en mosaik av jordbruksmark och naturlig växtlighet. Runt Pribraca är det ganska tätbefolkat, med 93 invånare per kvadratkilometer.